# Eletrônica molecular
Durante muitos anos, a miniaturização esteve presente na eletrônica. Cada vez mais, diminuíram-se as dimensões dos aparelhos ao mesmo tempo em que se aumentou a capacidade de processamento. Entramos nas dimensões da microeletrônica, com o uso da Mecânica Quântica nos resistores e diodos, por exemplo, e a possibilidade de circuitos muito pequenos, os circuitos integrados fez com que fossem substituídas as válvulas (vidros com vácuo e eletrodos no interior), que eram de grandes dimensões, quando comparados aos circuitos integrados, esquentavam muito e eram de difícil manuseio. Os circuitos integrados exploram propriedades de semicondutores como Germânio e Óxido de Silício, para uso como resistores, capacitores, para isolamento, numa pequena superfície, realizando o processo de miniaturização. Este processo de miniaturização apresenta uma tendência aparente, observada por Gordon Moore, co-fundador da Intel, conhecida como Lei de Moore, que sugere que a cada 18 meses, o número de transistores num circuito integrado dobra. Aparentemente, essa Lei poderia perder valor com as limitações na miniaturização da microeletrônica.  Nesse caso, a evolução na miniaturização se encontra na escala do nano. Nessa escala, encontram-se átomos, moléculas e macromoléculas. Por isso, conhecemos essa nova eletrônica como Eletrônica Molecular, ou, Moletrônica (ou ainda, Eletrônica Orgânica). E essa nova fase vai permitir o desenvolvimento de computadores e dispositivos eletrônicos mais potentes, talvez superando a previsão de Moore para o processamento.
Os dispositivos eletrônicos tradicionais enfrentam dificuldades no caminho em direção à miniaturização. Com a diminuição das dimensões dos dispositivos, o número de átomos para a dopagem diminui tanto que se este número se torna algo da ordem de alguns átomos e a distribuição estatística dos átomos traz variações bruscas de voltagens entre diferentes regiões do dispositivo. Também são enfrentados problemas com efeitos quânticos (Efeito Avalanche ou Avalanche Breakdown, Tunelamento, entre outros e com a dissipação de calor. Um caminho para vencer essas limitações é começar a usar a chamada tecnologia bottom-up, do pequeno para o grande, usando moléculas como dispositivos eletrônicos. As moléculas usadas na Eletrônica Molecular têm dimensões menores que o limite da Eletrônica Tradicional.

## Como fazer eletrônica com moléculas?
A eletrônica se baseia em portais (ou portas) lógicos que fazem uma tarefa ou outra, ou uma e outra, entre outras. Estas portas se baseiam na Álgebra de Boole, usando respostas do tipo 0 ou 1, as chaves (como um interruptor, liga ou desliga). A partir de uma entrada, com uma série de 0/1, há uma saída ou resposta. Para isso, é preciso de algum argumento da “realidade” para executar a lógica. No caso da Microeletrônica, o 1 pode ser a passagem de corrente ou voltagem e o 0, a não-passagem. No caso, são usados Resistores, Diodos, Transistores. Na Eletrônica Molecular, os elementos responsáveis pelo 0 ou 1 são moléculas. O sinal pode ser a emissão de um fóton, uma isomerização, uma mudança na resistividade. Foram sintetizadas moléculas com função específica de um portal lógico. Em, foi montado um portal molecular do tipo XOR (um “ou exclusivo”) com uma molécula de um pseudorotaxano, onde o sinal de entrada é feito com reações químicas e a resposta é a presença ou não de fluorescência.

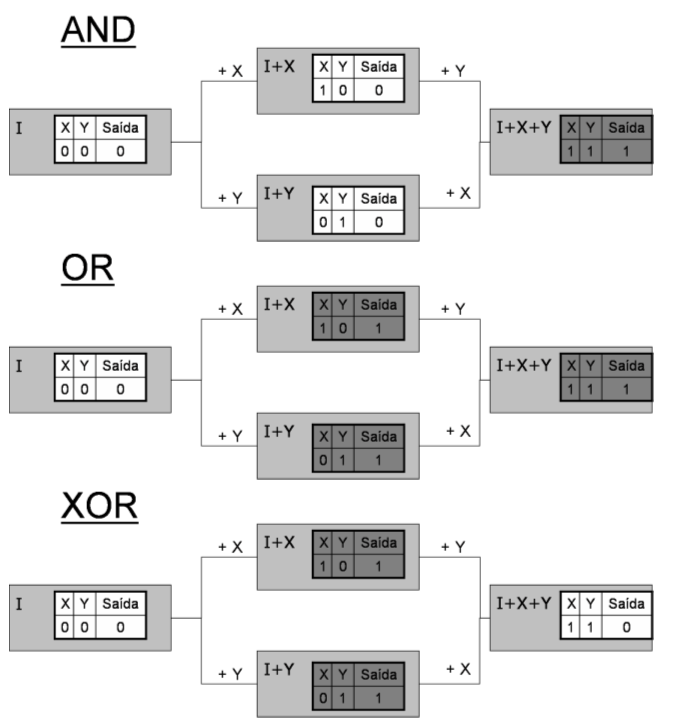
Esquema de portais lógicos. A adição de um reagente X ou Y altera a saída, por exemplo, presença ou ausência de fluorescência. Adaptado de J. Am. Chem. Soc. 1997, 119, 2679-2681

Analisando o esquema acima, podemos comparar as reações com os portais lógicos. No primeiro caso, AND, a adição de X (X=1) sem adição posterior de Y (Y=0) leva a um estado 0, isto é, 1*0=0, ou seja, numa dupla condicional, faça algo se acontecer A E B, se pelo menos um dos estados for NÃO (0), a condicional é NÃO; para que o evento aconteça, precisamos, simultaneamente, que A e B aconteçam, e no portal molecular, isso significa a adição de X e Y, não importando a ordem. Quando adicionamos X e Y, a saída é um 1.
Os chamados nanofios também podem desempenhar papéis interessantes na Eletrônica Molecular. Nanofios são estruturas unidimensionais: cristais de grande relação comprimento/diâmetro de maneira que seu diâmetro seja aproximadamente até 200 nm. Sua estabilidade térmica diminui com a diminuição do raio. Podem ser usados como interruptores optoeletrônicos, por exemplo, um nano fio de ZnO é isolante na ausência de luz. Porém, com a exposição à luz ultravioleta ({\displaystyle \lambda <400nm}), a resistividade diminui de 4 a 6 ordens de grandeza, podendo ser usado como um sensor liga/desliga com base no par condutor/isolante. Também podem ser usados com a função dos fios tradicionais, na condução de corrente. Outras possibilidades também são exploradas para o uso de moléculas com a função de elementos da eletrônica, como Nanotubos de Carbono com função de Transistores de Efeito de Campo (FET), Diodos e Inversores (portal NOT). Os quantum dots ou pontos quânticos, também são importantes e têm relação com os nanofios. Em relação à dimensão, os pontos quânticos são nanofios limitados nas três direções. Pontos quânticos também são conhecidos por Nanocristais, por suas dimensões reduzidas, menores que o comprimento de onda associado a um elétron desse cristal, levando a efeitos quânticos no confinamento do elétron às dimensões do cristal. Seus níveis de energia são análogos aos níveis discretos de um átomo e por isso, são conhecidos como Átomos Artificiais e não apresentam bandas, como os sólidos, em geral.

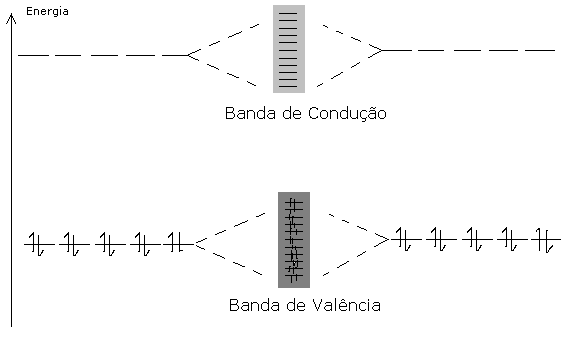
Esquema para explicar as Bandas num sólido. Nas pontas, os átomos individuais e seus níveis discretos e no centro, as bandas formadas a partir da interação de orbitais de vários átomos iguais num sólido

Os pontos quânticos foram usados em detectores e em lasers, por sua emissão característica em um comprimento de onda, dependente do tamanho da partícula.

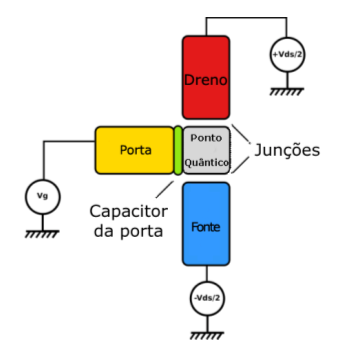
Esquema de um Transistor de um único elétron

Foram também usados em Transistores de Efeito Quântico de apenas um elétron, construídos usando o efeito da Coulomb Blockade.
A construção de Transistores com moléculas é um dos grandes objetivos dos grupos de pesquisa, pois, a miniaturização ao nível da dimensão de moléculas e até átomos vai permitir aumento significativo no número de transistores por chip, levando a maior poder de processamento. Os Transistores são responsáveis pelo chaveamento e pela amplificação de sinais. A origem da palavra Transistor vem de Transfer Resistor (Resistor de Transferência). Os transistores tradicionais são feitos de Silício, material semicondutor, que pode ser dopado, isto é, receber impurezas de outro semicondutor podendo virar um semicondutor de tipo p ou do tipo n. O transistor é dividido em Base (ou Porta), Emissor (ou Fonte) e Coletor (ou Dreno). A fonte vai emitir os elétrons e o dreno, recebê-los, se houver uma diferença de potencial na porta; senão, não há passagem de corrente.

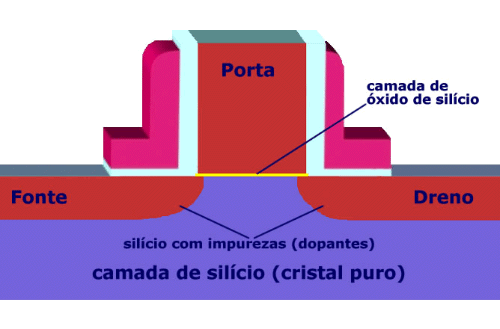
Esquema de Transistor

Um tipo especial de Transistor é são os FET (Transistores de Efeito de Campo), em particular o MOSFET (Metal Oxide Semiconductor Field Effect Transistor). Uma solução para diminuir ainda mais as dimensões dos Transistores é usar os transistores com moléculas. O uso de Filmes Finos de moléculas orgânicas semicondutoras tem sido uma solução interessante. Há também o uso de um Nanotubo de Carbono, C60  e tióis e derivados, cujo interesse reside no fato de terem grande afinidade por superfícies de Ouro.
As memórias dos computadores também podem ter suas versões supramoleculares. As memórias são usadas para controle de tarefas de programas de computador e são conhecidas como voláteis por serem apenas de armazenamento temporário para a execução dos programas. Os programas dos computadores usam o binário, 1 ou 0, que, na memória, é a presença ou ausência de corrente num contato, e cada 1 ou 0 armazenado é um bit. No mundo das moléculas, as memórias podem ter moléculas que mudam de alguma maneira com algum estímulo. Em, um rotaxano foi usado como um bit: quando aplicada uma voltagem, um dos ciclos se deslocava para fazer interação intermolecular com outra parte do “eixo”.

Em azul, o macrociclo. A mudança de voltagem fez o macrociclo mudar a posição.
Retirado de

O uso de biomoléculas é outro caminho que vem sendo seguido. Moléculas biologicamente ativas podem ser usadas em dispositivos eletrônicos como portais lógicos, além de serem auxiliares no diagnóstico de doenças e na manipulação de outras biomoléculas, sendo usadas, por exemplo, na ponta de um Microscópio de força atômica,MFA, interagindo fortemente com outras biomoléculas. A construção de “biochips” traz avanço na miniaturização dos dispositivos e na análise de amostras biológicas, sendo um ponto de encontro da Bioquímica e da Eletrônica.

## Bases da Eletrônica Molecular
Para a construção de dispositivos moleculares, são necessários alguns conceitos chave. Alguns conceitos como Interações Moleculares, Reconhecimento Molecular, Isômeros Topológicos entre outros. Acima, por exemplo, foi citada uma espécie de rotaxano. Os Rotaxanos, assim como os Catenanos, são grupos de moléculas importantes para o desenvolvimento da Eletrônica Molecular, compostas por macrociclos (grandes anéis compostos por vários átomos). Os Rotaxanos são macromoléculas compostas por um macrociclo em torno de um eixo incapaz de passar por “rolhas” moleculares nas pontas do eixo. A resistência oferecida pela molécula de rotaxano à passagem da corrente depende da posição do anel ao longo do eixo da molécula, que pode ser alterada aplicando-se uma tensão à molécula. Os Catenanos, por sua vez, são formados por dois ou mais macrociclos encadeados entre si.

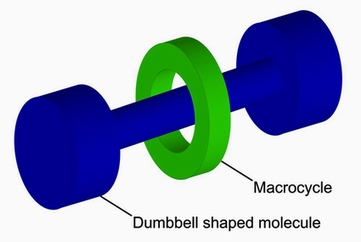
Esquema de Rotaxano

Esquema de Catenano

Para esses grupos de moléculas, existe um tipo de isomeria, a Isomeria Topológica (topoisômeros). Os Catenanos são Topoisômeros de seus ciclos não conectados porque não há como formar as unidades separadas sem ter que quebrar uma ligação. Já os Rotaxanos não formam par de isômeros com as unidades separadas já que, abstratamente, as rolhas podem ser deslocadas infinitamente e o sistema se confundir com as unidades separadas. Para a preparação desses grupos de moléculas, necessitamos do Reconhecimento Molecular. O reconhecimento molecular acontece graças às interações intermoleculares, as “interações não-ligadas”. Existem vários tipos de interações intermoleculares, algumas mais fortes: Carga-Carga e Carga-Dipolo, Dipolo-Dipolo, Ligações de Hidrogênio, Interações de London, Interação {\displaystyle pi-pi}, Transferência de Carga. Graças a essas interações, algumas posições na livre rotação de uma ligação simples são favorecidas possibilitando a síntese de espécies como Catenanos e Rotaxanos.
Outra classe de moléculas muito presente nos trabalhos com Nanotecnologia em geral e com Química supramolecular, em particular, são os Fullerenos, clusters aproximadamente esféricos de Carbono. O mais famoso deles é o C60, com estrutura assemelhada a de uma bola de futebol, mas existem outros aglomerados com mais átomos, como o C70. Já foram usados como FET. Outra espécie de Fullereno são os Nanotubos de Carbono. Além do Carbono, também existem outros átomos com nanotubos: Boro, Silício, Bismuto, entre outros inorgânicos. São usados de diversas maneiras, como pinças de MFA, sensores para telas sensíveis a toque, transporte de eletricidade (nanofios) e como alternativas para elementos da eletrônica. Um Nanotubo de Carbono, que consiste em uma folha de grafita (a folha de grafita é chamada de grafeno) enrolada formam um tubo, pode ter várias camadas ou apenas uma folha de grafita, dependendo do método de preparação. Num Nanotubo de múltiplas camadas, existem vários tubos dentro de um outro maior e são conhecidos pela sigla MWCN (Multi-Wall Carbon Nanotubes). Já os Nanotubos de camada simples são os SWCN (Single Wall Carbon Nanotubes).

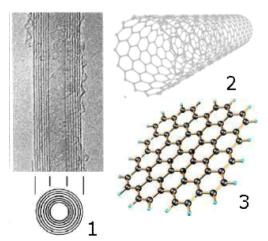
1- MWCN (retirado de), 2- SWCN, 3- Grafeno

A condutividade de um SWNC é dependente da posição do enrolamento do Grafeno. De forma simplificada, um SWCN é condutor ou semicondutor com dependência do ângulo θ entre o zigzag dos hexágonos do grafeno e o ponto de enrolamento.

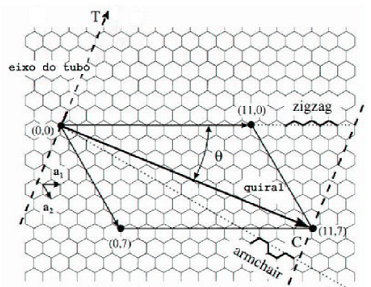
Uma folha de Grafita base para o enrolamento de um Nanotubo.
O ângulo θ define a condutividade do SWCN. Retirado de

Se θ = 0°, os nanotubos são designados como (n,0); para θ = 30°, (n,n) (Fig. 9 (a)). Para todos os outros ângulos, os nanotubos terão estrutura tipo misto (n,m).

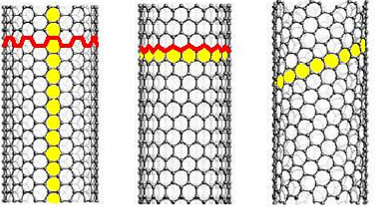
Da esquerda para a direita: (n,n) armchair, (n,0) zigzag e (n,m) misto

Todos os Nanotubos que se enrolarem como um (n,n) serão condutores. Quando forem (n,0), podem ser semimetálicos (semicondutores com forte tendência metálica) se n for múltiplo de 3 e semicondutores se não for múltiplo de 3. Outras grandes vantagens dos Nanotubos de Carbono são sua flexibilidade e sua resistência (um SWCN pode possuir Módulo de Young cinco vezes maior que o aço.)

## Preparo e caracterização

### Fullerenos

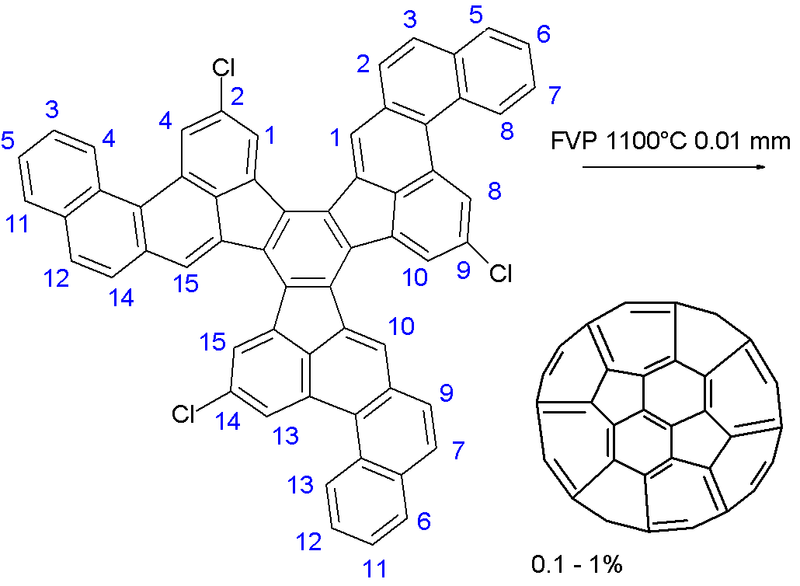
Fullereno a partir de hidrocarboneto aromático

Os Fullerenos são preparados, principalmente, por aquecimento de Grafita e lavagem do eletrodo com Tolueno. A solução é composta por mais de um tipo de Fullereno (composta de 75% de C60, 23% de C70 e 2% de outros compostos), sendo preciso uma separação dos componentes. A separação pode ser feita por HPLC (High Performance Liquid Chromatography, isto é, Cromatografia Líquida de Alta Eficiência).
Numa coluna de cromatografia, C60 se eleva primeiro com cor roxa e depois, C70 com cor vermelho-amarronzado. Além do método com descarga elétrica, também foi feita preparação de Fullereno usando Síntese Orgânica, a partir de um Hidrocarboneto Aromático grande. Fullerenos também foram preparados contendo algum componente em seu interior, os chamados Endohedral Fullerenes, Fullereno “Endoédrico”. O primeiro deles foi o La@C60, onde o @ significa at, Lantânio em C60, mas outros metais também foram incluídos, assim como moléculas. Estes complexos são importantes pela variação nas propriedades do Fullereno, tendo uso potencial, além da Eletrônica, na administração de medicamentos.
Nanotubos de Carbono podem ser preparados por Descarga Elétrica com Arco Voltaico, Impacto (Ablação) com laser, pirólise, PECVD e métodos eletroquímicos. O método por vaporização da grafita com laser permitiu a preparação ordenada de Nanotubos de Parede Simples. No Arco Elétrico, os Nanotubos se formam no eletrodo negativo, alcançando bom rendimento. A adição de nanopartículas de metais catalisa o crescimento de Nanotubos. Um importante método é a CVD, Chemical Vapor Deposition, isto é, Deposição Química por Vapor. Esse método, que, além dos Nanotubos, também são usados para a preparação de outros Nanofios, consiste na deposição de uma nanopartícula de um metal num substrato, um metal que catalisa a deposição de vapores contendo Carbono, como Hidrocarbonetos e sua decomposição para formar Nanotubos. Para este processo, existem máquinas já preparadas, chamadas de Aparelho de CVD.

Esquema de um HV-CVD (High Vacuum CVD, CVD de alto vácuo)

Para o crescimento de Nanotubos, são necessárias nanopartículas de metais (Ni, Co, Fe, Y, La) saturadas com Carbono que ficam alocadas na superfície de Sílica. Então, são liberados vapores de alguma substância contendo Carbono (Hidrocarbonetos, Álcoois, Monóxido de Carbono) e um gás inerte (Argônio).  Os átomos de Carbono vão sendo depositados na “semente” e vão se agrupando, formando o Nanotubo de Camada Simples(“crescimento pela raiz”). O diâmetro, a taxa de crescimento e a quantidade de Nanotubos de Carbono verticalmente alinhados são dependentes do tamanho do catalisador. Tem a vantagem de transcorrer a uma temperatura menor, sendo o método mais usado para produção em massa, na indústria.
A caracterização de Nanotubos é feita principalmente usando as técnicas de  MET (Microscopia Eletrônica de Transmissão), SEM (Microscopia Eletrônica de Varredura), Espectroscopia Raman e Difração de Raio-X (DRX).

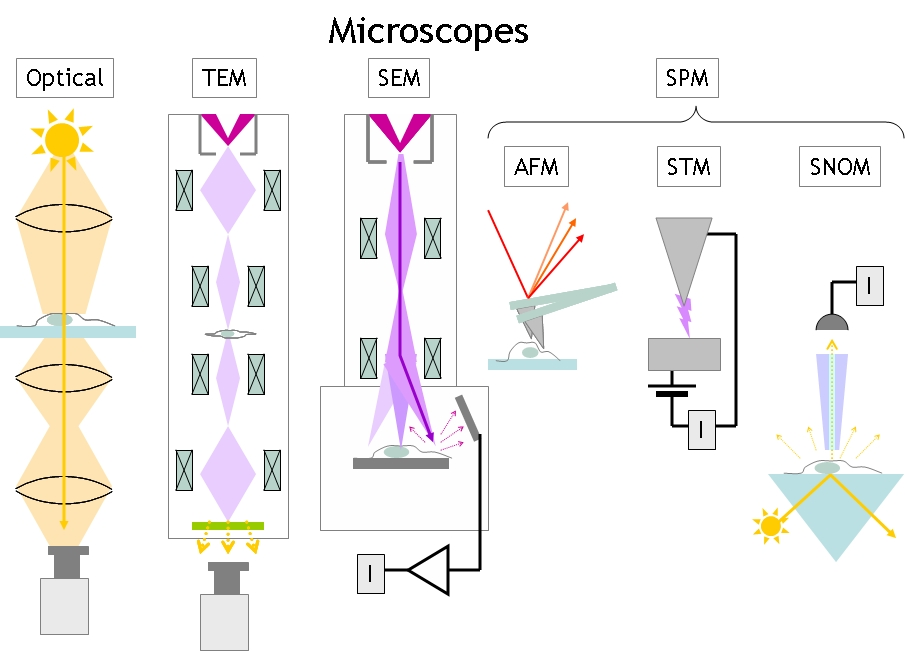
Microscópios

Na Microscopia de Transmissão, é usado um feixe de elétrons que interage com a amostra e a intensidade do feixe, após ultrapassar a amostra, é analisada. A análise de faz com o auxílio de uma série de lentes que amplificam a imagem. O contraste é feito pelo computador. Esta técnica permite saber a quiralidade, o diâmetro e o número de tubos no caso de um MWCN. Utilizando a MET, foi possível determinar que os Nanotubos produzidos por descarga elétrica não têm a forma de cilindros perfeitos e que Nanotubos formados pela CVD possuem qualidade menor para serem usados como ponta de MFA por possuírem sua ponta mais irregular.

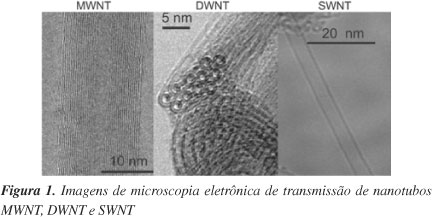
retirado de

A técnica de SEM é outra técnica de microscopia com elétrons que usa um feixe de alta energia para buscar características sobre o relevo da superfície, sua composição e condutividade. Os sinais analisados na SEM são elétrons emitidos, raios-X característicos, luz, corrente e elétrons transmitidos.

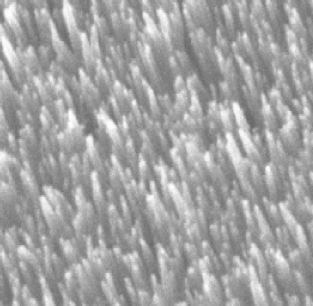
imagem e SEM de superfície de Nanotubos formados por plasma; retirado de www.ccs.unicamp.br/namitec/files/AtivB4_2_PUC-RIO.pdf

A diferença entre a SEM e a METé a capacidade da MET de investigar átomos individuais por seu comprimento de onda menor (maior energia) enquanto a SEM, apesar de não ter resolução para átomos, tem maior habilidade de tomar imagens de superfícies de maior área e de amostras mais volumosas e não apenas pequenos filmes, como a MET.

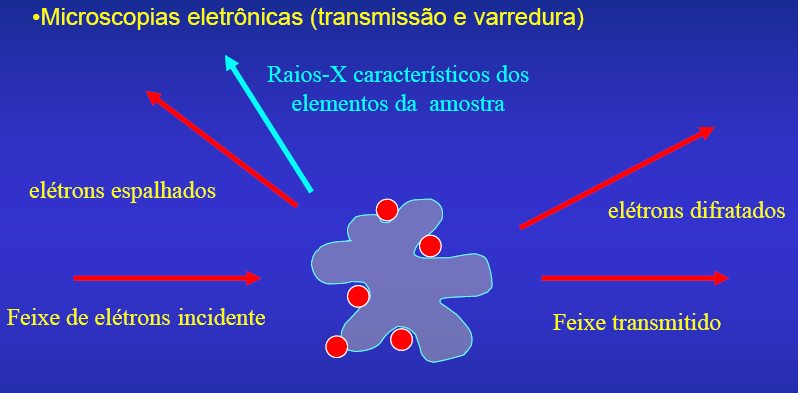
retirado de http://www.metalmat.ufrj.br/escolanano/Caract_catalisadores_Carlos_AndrePerez.pdf

A Espectroscopia Raman fornece informações sobre vibrações e rotações (baixa freqüência), a partir da análise da luz espalhada pela amostra. O Efeito (ou Espalhamento) Raman é um espalhamento inelástico sofrido por uma pequena fração dos fótons da luz emitida (enquanto o espalhamento elástico é o Espalhamento Rayleigh).

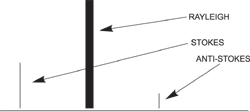
retirado de http://www.andor.com/learn/applications/?docid=64

Essa técnica é útil para investigar a vibração simétrica (em fase) de respiração do nanotubo, permitindo determinar seu diâmetro e presença de defeitos. Há também a possibilidade de determinar se o nanotubo é condutor ou semicondutor, com um Espectro Raman de Alta Energia.
E, finalmente, a DRX é a técnica que usa a radiação de altíssima energia (pequeno comprimento de onda) para estudar a estrutura cristalina.

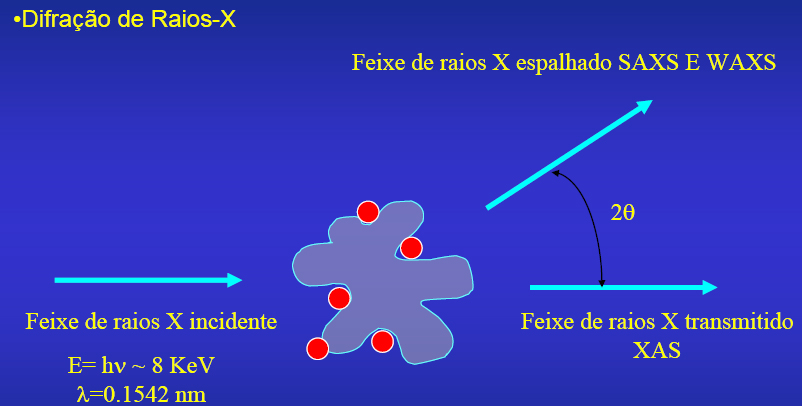
retirado de http://www.metalmat.ufrj.br/escolanano/Caract_catalisadores_Carlos_AndrePerez.pdf

A caracterização do C60 pode ser feita via podem ser caracterizados por Electrospray Mass Spectrometry (ES-MS):

### Nanofios e Pontos Quânticos
Um método de preparação tradicional de Pontos Quânticos como Nanopartículas Esféricas é a coprecipitação, formando um colóide, levando em consideração a temperatura e produtos de solubilidade. O tamanho pode ser definido pelo poro de zeólitas.
A Epitaxia é a técnica que permite o crescimento de Filmes Finos, que, se limitados lateralmente, tornam-se Nanofios e Pontos Quânticos; é um método de depositar, de maneira ordenada, um filme monocristalino em um substrato monocristalino, que atua como uma semente para o crescimento.   Se o filme for depositado num substrato de mesma composição, o processo é chamado de Homoepitaxia. Caso sejam diferentes, chama-se Heteroepitaxia.
Algumas das técnicas para crescimento epitaxial são: LPE (Epitaxia em fase líquida), VPE (Epitaxia em fase vapor), MEB (Epitaxia por Feixe Molecular), MOCVD (Deposição Química de Vapor Metalorgânica).
|       | Vantagem                                                                                         | Desvantagem |
| LPE   | - Simples - Barata - Alta taxa de crescimento - Segura - Baixa manutenção                        | - Baixa produtividade - Baixa pureza - Não pode crescer poços quânticos - Filme não uniforme - Interfaces não abruptas |
| MBE   | - Simples - Uniforme - Excelente morfologia - Interface abrupta - Controle in-situ - Alta pureza | - Alto custo (vácuo) - Alta manutenção - Defeitos ovais                                                                |
| MOCVD | - Flexível - Interface abrupta - Excelente morfologia - Alta pureza - Usado industrialmente      | - Segurança (Arsina) - Fontes caras - Crescimento complicado                                                           |

Para crescimento heteroepitaxial, são usadas as seguintes técnicas: Frank-van der Merwe (FM), Volmer – Weber (VW, camada por camada), Stranski-Krastanow (SK, tensão minimizada em ilhas).

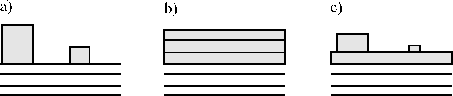
(a) Volmer-Weber (b) Frank – van der Merwe (c) crescimento misto retirado de http://www.chm.bris.ac.uk/pt/diamond/fredthesis/chapter1.htm

O crescimento heteroepitaxial de um semimetal sobre um filme de outro semimetal com discrepância de parâmetro de rede razoável (materiais descasados) produz uma tensão na rede, levando à formação de “ilhas” nanométricas, formando Pontos Quânticos. Pontos Quânticos podem, ainda, serem criados a partir de Poços Quânticos (“sanduíches” de dois materiais descasados) e limitação lateral por fotolitografia e/ou ataque químico com mascaramento, restando apenas os Pontos Quânticos e o substrato, como na construção de um circuito integrado tradicional.
O crescimento de Nanofios se dá por caminhos parecidos. Na técnica VLS (Vapor-Líquido-Sólido) pela MOCVD, é necessária uma nanopartícula (a "raiz") para catalisar o crescimento. É possível prepará-los mecanicamente, átomo a átomo, através da MFA.

### Catenanos e Rotaxanos
A síntese de Catenanos e Rotaxanos está intimamente ligada às interações intermoleculares. As estratégias de síntese se baseiam na preferência de alguns sítios e interagirem com outros sítios, em moléculas distintas e, durante a interação, se dá o fechamento do anel. As peças da molécula são sintetizadas separadamente e depois, são unidas, com a ajuda do reconhecimento molecular.

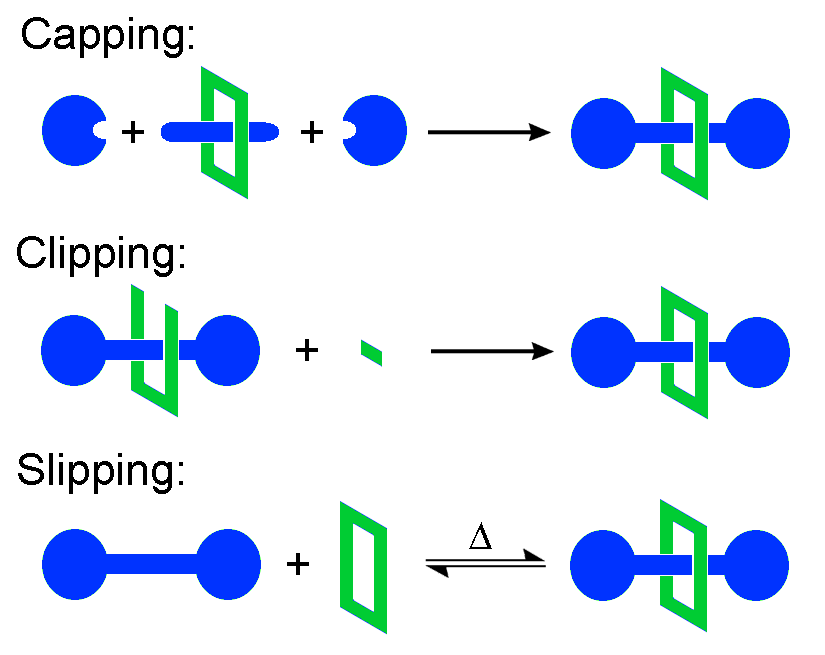

## Perspectivas
A Eletrônica Molecular é um caminho promissor para a continuidade na evolução da Eletrônica. Outras opções também se apresentam, como a Computação Quântica, cujo binário está baseado no spin (qubits). A microeletrônica atual já está encontrando seus limites nos efeitos quânticos da escala nano.
Nessa evolução, ainda são necessárias a construção de plataformas mais ousadas e a entrada no mundo comercial. Atualmente, a moletrônica já está sendo usada em conjunto com a microeletrônica. Ainda existem dificuldades a superar. Além disso, é preciso acompanhar os impactos no ambiente e na saúde, e solucionar esses impactos, num trabalho preventivo, evitando que se tenha que remediar – ou conviver com um problema – no futuro.
O campo da Eletrônica Molecular é vasto e será de grande importância para o futuro de computadores e detectores.

## Leitura de apoio
- A evolução dos computadores - Revista Guia do Hardware.net (somente edição digital) – Ano 1 – Número 1 – Janeiro de 2007 -  Retirado de http://www.guiadohardware.net/revista
- Aplicações da Física Quântica: do Transistor à Nanotecnologia – Eduardo de Campos Valadares, Alaor Chaves e Esdras Garcia Alves – 2005 - Editora Livraria da Física
- http://www.forumpcs.com.br/coluna.php?b=120830
- http://www.inovacaotecnologica.com.br
- http://www.metalmat.ufrj.br/escolanano/apresentacao_pdf.html
- http://lqes.iqm.unicamp.br/canal_cientifico/vivencia_lqes/vivencia_lqes_monografias.html
- http://www.cbpf.br/~emecbpf/Programa.html
- http://www.ebah.com.br/content/ABAAAAb0wAA/eletronica-molecular
- http://omnis.if.ufrj.br/~tclp/SemanaFIS.html
- http://omnis.if.ufrj.br/~pires/Crescimento.htm